# Tour de France 2017
Il Tour de France 2017, centoquattresima edizione della Grande Boucle, si è svolto in 21 tappe dal 1º al 23 luglio 2017 su un percorso totale di 3 540 km, con partenza da Düsseldorf, in Germania, e arrivo, come da tradizione, a Parigi sugli Champs-Élysées.
La vittoria fu appannaggio del britannico Chris Froome, che completò il percorso in 86h20'55", alla media di 40,996 km/h, precedendo il colombiano Rigoberto Urán e il francese Romain Bardet
Sul traguardo degli Champs-Élysées di Parigi 167 ciclisti, su 198 partenti, portarono a termine la competizione.

## Percorso
Il percorso, svelato il 18 ottobre 2016 al Palazzo dei Congressi di Parigi, prevede la partenza dalla Germania, dalla città di Düsseldorf, con una cronometro individuale. Prima di approdare in Francia la corsa vede, nelle prime tappe, passaggi dal Belgio e dal Lussemburgo.
Il primo arrivo in salita è previsto già per quinta tappa alla Planche des Belles Filles; la nona frazione è invece quella che prevede il massimo dislivello, con le sette scalate di Côte de Neyrolles, Col de Bérentin, Côte de Franclens, Col de la Biche, Col du Grand Colombier, Côte de Jongieux e Mont du Chat, nella regione della Savoia. Con la dodicesima tappa e l'arrivo in quota a Peyragudes iniziano le frazioni pirenaiche, che proseguono con la breve tappa successiva, di soli 101 km, da Saint-Girons a Foix, ma con tratti di pendenze massime del 20%. Dopo il passaggio sul Massiccio Centrale, nelle ultime tappe vengono affrontate le Alpi, a partire dalla diciassettesima frazione con il Col du Galibier e l'arrivo in salita sull'Izoard nella diciottesima. La ventesima tappa è luogo della seconda e ultima cronometro individuale a Marsiglia con arrivo allo Stadio Vélodrome, mentre l'ultima, col tradizionale arrivo sugli Champs-Élysées di Parigi, vedrà il passaggio all'interno del Grand Palais, realizzato per l'Expo 1900.

## Tappe
| Tappa  | Data      | Percorso                                                | km    | Vincitore di tappa   | Leader cl. generale |
| ------ | --------- | ------------------------------------------------------- | ----- | -------------------- | ------------------- |
| 1ª     | 1º luglio | Düsseldorf (DEU) > Düsseldorf (DEU) (cron. individuale) | 14    | Geraint Thomas       | Geraint Thomas      |
| 2ª     | 2 luglio  | Düsseldorf (DEU) > Liegi (BEL)                          | 203,5 | Marcel Kittel        | Geraint Thomas      |
| 3ª     | 3 luglio  | Verviers (BEL) > Longwy                                 | 212,5 | Peter Sagan          | Geraint Thomas      |
| 4ª     | 4 luglio  | Mondorf-les-Bains (LUX) > Vittel                        | 207,5 | Arnaud Démare        | Geraint Thomas      |
| 5ª     | 5 luglio  | Vittel > La Planche des Belles Filles                   | 160,5 | Fabio Aru            | Chris Froome        |
| 6ª     | 6 luglio  | Vesoul > Troyes                                         | 216   | Marcel Kittel        | Chris Froome        |
| 7ª     | 7 luglio  | Troyes > Nuits-Saint-Georges                            | 213,5 | Marcel Kittel        | Chris Froome        |
| 8ª     | 8 luglio  | Dole > Station des Rousses                              | 187,5 | Lilian Calmejane     | Chris Froome        |
| 9ª     | 9 luglio  | Nantua > Chambéry                                       | 181,5 | Rigoberto Urán       | Chris Froome        |
|        | 10 luglio | giorno di riposo                                        |       |                      |                     |
| 10ª    | 11 luglio | Périgueux > Bergerac                                    | 178   | Marcel Kittel        | Chris Froome        |
| 11ª    | 12 luglio | Eymet > Pau                                             | 203,5 | Marcel Kittel        | Chris Froome        |
| 12ª    | 13 luglio | Pau > Peyragudes                                        | 214,5 | Romain Bardet        | Fabio Aru           |
| 13ª    | 14 luglio | Saint-Girons > Foix                                     | 101   | Warren Barguil       | Fabio Aru           |
| 14ª    | 15 luglio | Blagnac > Rodez                                         | 181,5 | Michael Matthews     | Chris Froome        |
| 15ª    | 16 luglio | Laissac-Sévérac-l'Église > Le Puy-en-Velay              | 189,5 | Bauke Mollema        | Chris Froome        |
|        | 17 luglio | giorno di riposo                                        |       |                      |                     |
| 16ª    | 18 luglio | Le Puy-en-Velay > Romans-sur-Isère                      | 165   | Michael Matthews     | Chris Froome        |
| 17ª    | 19 luglio | La Mure > Serre Chevalier                               | 183   | Primož Roglič        | Chris Froome        |
| 18ª    | 20 luglio | Briançon > Izoard                                       | 179,5 | Warren Barguil       | Chris Froome        |
| 19ª    | 21 luglio | Embrun > Salon-de-Provence                              | 222,5 | Edvald Boasson Hagen | Chris Froome        |
| 20ª    | 22 luglio | Marsiglia > Marsiglia (cron. individuale)               | 22,5  | Maciej Bodnar        | Chris Froome        |
| 21ª    | 23 luglio | Montgeron > Parigi (Champs Élysées)                     | 103   | Dylan Groenewegen    | Chris Froome        |
| Totale | Totale    | Totale                                                  | 3 540 |                      |                     |

## Squadre e corridori partecipanti
Al Tour de France partecipano 22 squadre composte da 9 corridori, per un totale di 198 al via. Alle 18 squadre con licenza World Tour, partecipanti di diritto, se ne aggiungono 4 Professional Continental invitate dall'organizzazione:
Cofidis, Direct Énergie, Wanty-Groupe Gobert e Fortuneo-Oscaro.
| N.      | Cod. | Squadra             |
| ------- | ---- | ------------------- |
| 1-9     | SKY  | Team Sky            |
| 11-19   | ALM  | AG2R La Mondiale    |
| 21-29   | MOV  | Movistar Team       |
| 31-39   | TFS  | Trek-Segafredo      |
| 41-49   | BMC  | BMC Racing Team     |
| 51-59   | AST  | Astana Pro Team     |
| 61-69   | UAD  | UAE Team Emirates   |
| 71-79   | FDJ  | FDJ                 |
| 81-89   | ORS  | Orica-Scott         |
| 91-99   | DDD  | Team Dimension Data |
| 101-109 | QST  | Quick-Step Floors   |

| N.      | Cod. | Squadra                         |
| ------- | ---- | ------------------------------- |
| 111-119 | BOH  | Bora-Hansgrohe                  |
| 121-129 | KAT  | Team Katusha-Alpecin            |
| 131-139 | LTS  | Lotto-Soudal                    |
| 141-149 | SUN  | Team Sunweb                     |
| 151-159 | COF  | Cofidis                         |
| 161-169 | TLJ  | Team Lotto NL-Jumbo             |
| 171-179 | DEN  | Direct Énergie                  |
| 181-189 | CDT  | Cannondale-Drapac               |
| 191-199 | TBM  | Bahrain-Merida Pro Cycling Team |
| 201-209 | WGG  | Wanty-Groupe Gobert             |
| 211-219 | TFO  | Fortuneo-Oscaro                 |

## Dettagli delle tappe

### 1ª tappa
- 1º luglio: Düsseldorf (DEU) > Düsseldorf (DEU) – Cronometro individuale – 14 km

Risultati
| Pos. | Corridore       | Squadra | Tempo  |
| ---- | --------------- | ------- | ------ |
| 1    | Geraint Thomas  | Sky     | 16'04" |
| 2    | Stefan Küng     | BMC     | a 5"   |
| 3    | Vasil' Kiryenka | Sky     | a 7"   |

| Pos. | Corridore       | Squadra | Tempo  |
| ---- | --------------- | ------- | ------ |
| 1    | Geraint Thomas  | Sky     | 16'04" |
| 2    | Stefan Küng     | BMC     | a 5"   |
| 3    | Vasil' Kiryenka | Sky     | a 7"   |

Descrizione e riassunto
La prima frazione dell'edizione 2017 è una cronometro in Germania nella città di Düsseldorf di 14 km che i corridori affrontano sotto la pioggia: il britannico Geraint Thomas conquista la prima maglia gialla davanti allo svizzero Küng e al compagno di squadra Kiryenka, bielorusso. Chris Froome termina sesto a 12" di ritardo, primo tra i favoriti alla vittoria finale; perdono invece diversi secondi dal capitano della Sky gli altri favoriti: l'australiano Richie Porte chiude distanziato di 35" da Froome, il colombiano Nairo Quintana a 36", l'italiano Fabio Aru a 40" e lo spagnolo Alberto Contador a 56". Uno degli altri favoriti per la generale, lo spagnolo Alejandro Valverde, è costretto al ritiro in seguito a una caduta che gli procura la frattura della tibia.

### 2ª tappa
- 2 luglio: Düsseldorf (DEU) > Liegi (BEL) – 203,5 km

Risultati
| Pos. | Corridore     | Squadra    | Tempo    |
| ---- | ------------- | ---------- | -------- |
| 1    | Marcel Kittel | Quick-Step | 4h37'06" |
| 2    | Arnaud Démare | FDJ        | s.t.     |
| 3    | André Greipel | Lotto      | s.t.     |

| Pos. | Corridore      | Squadra    | Tempo    |
| ---- | -------------- | ---------- | -------- |
| 1    | Geraint Thomas | Sky        | 4h53'10" |
| 2    | Stefan Küng    | BMC        | a 5"     |
| 3    | Marcel Kittel  | Quick-Step | a 6"     |

Descrizione e riassunto
Dalla Germania il Tour raggiunge il Belgio con l'arrivo a Liegi, che prevede un arrivo in pianura.
Lo statunitense Taylor Phinney e il francese Yoann Offredo scattano al primo chilometro assieme agli altri due transalpini Thomas Boudat e Laurent Pichon, venendo ripresi nei pressi della flame rouge. La tappa è animata da una caduta a 30 km dal termine che coinvolge diversi corridori della Sky tra cui anche Froome, che riesce comunque a rientrare nel plotone principale senza particolari problemi.
La frazione si conclude in volata, dove il tedesco Marcel Kittel precede sul traguardo il francese Arnaud Démare, il connazionale André Greipel e il britannico Mark Cavendish. Decimo di giornata un altro dei favoriti, lo slovacco Peter Sagan.

### 3ª tappa
- 3 luglio: Verviers (BEL) > Longwy – 212,5 km

Risultati
| Pos. | Corridore        | Squadra    | Tempo    |
| ---- | ---------------- | ---------- | -------- |
| 1    | Peter Sagan      | Bora       | 5h07'19" |
| 2    | Michael Matthews | Sunweb     | s.t.     |
| 3    | Daniel Martin    | Quick-Step | s.t.     |

| Pos. | Corridore        | Squadra | Tempo     |
| ---- | ---------------- | ------- | --------- |
| 1    | Geraint Thomas   | Sky     | 10h00'31" |
| 2    | Chris Froome     | Sky     | a 12"     |
| 3    | Michael Matthews | Sunweb  | s.t.      |

Descrizione e riassunto
Dopo le prime due frazioni la carovana ritorna in Francia con una frazione che prevede un arrivo in salita sulla Côte des Religieuses di Longwy, un traguardo adatto alle caratteristiche di Sagan, favorito per il successo.
Impegnato nella volata di testa, l'attuale campione del mondo perde il pedale, riuscendo rapidamente a ritrovarlo e a continuare lo sprint, vincendo ugualmente davanti all'australiano Michael Matthews, all'irlandese Daniel Martin e al belga Greg Van Avermaet, i quali staccano di un paio di secondi il grosso del gruppo. Thomas arriva con i migliori e resta leader.

### 4ª tappa
- 4 luglio: Mondorf-les-Bains (LUX) > Vittel – 207,5 km

Risultati
| Pos. | Corridore          | Squadra | Tempo    |
| ---- | ------------------ | ------- | -------- |
| 1    | Arnaud Démare      | FDJ     | 4h53'54" |
| 2    | Alexander Kristoff | Katusha | s.t.     |
| 3    | André Greipel      | Lotto   | s.t.     |

| Pos. | Corridore        | Squadra | Tempo     |
| ---- | ---------------- | ------- | --------- |
| 1    | Geraint Thomas   | Sky     | 14h54'25" |
| 2    | Chris Froome     | Sky     | a 12"     |
| 3    | Michael Matthews | Sunweb  | s.t.      |

Descrizione e riassunto
Per la quarta tappa la corsa parte dal Lussemburgo e arriva a Vittel, in una frazione adatta ai velocisti.
Nella volata conclusiva, Démare supera il norvegese Alexander Kristoff e Greipel, ma la tappa vede un altro episodio rilevante: secondo la giuria, Sagan fa cadere Cavendish, mentre entrambi sono impegnati nello sprint per aggiudicarsi la frazione. Cavendish è in seguito investito anche dal tedesco John Degenkolb e deve ritirarsi dalla corsa francese con una clavicola fratturata. Sagan, inizialmente penalizzato con 30" in classifica, e in seguito squalificato dalla manifestazione.

### 5ª tappa
- 5 luglio: Vittel > La Planche des Belles Filles – 160,5 km

Risultati
| Pos. | Corridore     | Squadra    | Tempo    |
| ---- | ------------- | ---------- | -------- |
| 1    | Fabio Aru     | Astana     | 3h44'06" |
| 2    | Daniel Martin | Quick-Step | a 16"    |
| 3    | Chris Froome  | Sky        | a 20"    |

| Pos. | Corridore      | Squadra | Tempo     |
| ---- | -------------- | ------- | --------- |
| 1    | Chris Froome   | Sky     | 18h38'59" |
| 2    | Geraint Thomas | Sky     | a 12"     |
| 3    | Fabio Aru      | Astana  | a 14"     |

Descrizione e riassunto
La quinta frazione del Tour vede il primo arrivo in salita a La Planche des Belles Filles, che ha già visto i trionfi di Froome nel 2012 e dell'italiano Vincenzo Nibali nel 2014. La salita finale presenta una lunghezza di 5,9 km alla pendenza media dell'8,5% e massima del 20%.
Durante l'arrivo in quota, a 2,4 km dall'arrivo, Aru attacca il gruppo dei migliori e li stacca andando in solitaria verso la vittoria di tappa. Froome reagisce tardi, portandosi dietro il transalpino Romain Bardet, Porte e D. Martin. Negli ultimi metri l'italiano continua la propria azione e vince davanti a Martin (a 16"), Froome e Porte (a 20"), Bardet (a 24"), e al britannico Simon Yates, il colombiano Rigoberto Urán e Contador (giunti a 26"). Quintana taglia il traguardo con 34" di ritardo, Thomas di 40".
Froome si impossessa così della maglia gialla sfilandola al compagno Thomas, che resta secondo a 12" di distacco. Aru rientra in corsa per la classifica, piazzandosi a quattordici secondi da Froome.

### 6ª tappa
- 6 luglio: Vesoul > Troyes – 216 km

Risultati
| Pos. | Corridore     | Squadra    | Tempo    |
| ---- | ------------- | ---------- | -------- |
| 1    | Marcel Kittel | Quick-Step | 5h05'34" |
| 2    | Arnaud Démare | FDJ        | s.t.     |
| 3    | André Greipel | Lotto      | s.t.     |

| Pos. | Corridore      | Squadra | Tempo     |
| ---- | -------------- | ------- | --------- |
| 1    | Chris Froome   | Sky     | 23h44'33" |
| 2    | Geraint Thomas | Sky     | a 12"     |
| 3    | Fabio Aru      | Astana  | a 14"     |

Descrizione e riassunto
La sesta tappa torna a essere adatta alle ruote veloci: recuperata la fuga, le squadre dei velocisti si mettono in testa negli ultimi chilometri per favorire i propri capitani: la Dimension Data lavora per Edvald Boasson Hagen, divenuto il leader per le volate dopo il ritiro di Cavendish, di cui lo stesso Boasson Hagen era l'ultimo uomo. Il norvegese si ritrova in testa a 300 metri dall'arrivo, ma non riesce a sprintare ulteriormente, concludendo fuori dai primi dieci. La volata finale è vinta dal tedesco Marcel Kittel che negli ultimi 150 metri recupera sette posizioni partendo da sinistra e stacca Démare e il connazionale Greipel. Per Kittel è il secondo successo in questo Tour.
Froome resta maglia gialla.

### 7ª tappa
- 7 luglio: Troyes > Nuits-Saint-Georges – 213,5 km

Risultati
| Pos. | Corridore        | Squadra    | Tempo    |
| ---- | ---------------- | ---------- | -------- |
| 1    | Marcel Kittel    | Quick-Step | 5h03'18" |
| 2    | E. Boasson Hagen | Dimension  | s.t.     |
| 3    | Michael Matthews | Sunweb     | s.t.     |

| Pos. | Corridore      | Squadra | Tempo     |
| ---- | -------------- | ------- | --------- |
| 1    | Chris Froome   | Sky     | 28h47'51" |
| 2    | Geraint Thomas | Sky     | a 12"     |
| 3    | Fabio Aru      | Astana  | a 14"     |

Descrizione e riassunto
Come la precedente, la settima frazione è oltre 200 km e adatta ai velocisti. Recuperata la fuga di giornata attorno ai 6 km dalla fine, le squadre dei velocisti iniziano a lavorare per il successo finale. Tra le più attive, la FDJ per Démare e la Dimension Data per Boasson Hagen, con Reinardt Janse van Rensburg che tira nel chilometro finale per lo sprinter norvegese: Boasson Hagen inizia una volata lunga a più di 200 metri dalla fine con a fianco Alexander Kristoff, a sinistra viene fuori forte Kittel, a destra Michael Matthews. Boasson Hagen e Kittel arrivano assieme al traguardo e il fotofinish decreta il terzo successo di Kittel alla Grande Boucle. Terzo Matthews davanti a John Degenkolb, Dylan Groenewegen, Rüdiger Selig, Nacer Bouhanni, André Greipel e Daniel McLay.
La generale resta invariata.

### 8ª tappa
- 8 luglio: Dole > Station des Rousses – 187,5 km

Risultati
| Pos. | Corridore        | Squadra  | Tempo    |
| ---- | ---------------- | -------- | -------- |
| 1    | Lilian Calmejane | Direct   | 4h30'29" |
| 2    | Robert Gesink    | Lotto NL | a 37"    |
| 3    | Guillaume Martin | Wanty    | a 50"    |

| Pos. | Corridore      | Squadra | Tempo     |
| ---- | -------------- | ------- | --------- |
| 1    | Chris Froome   | Sky     | 33h19'10" |
| 2    | Geraint Thomas | Sky     | a 12"     |
| 3    | Fabio Aru      | Astana  | a 14"     |

Descrizione e riassunto
Secondo arrivo in salita a la Station des Rousses. La fuga di 49 ciclisti è controllata dagli uomini di Froome. Durante la salita finale, uno dei fuggitivi, il francese Lilian Calmejane, attacca e si porta via il solo Robert Gesink. Il francese della Direct Énergie attacca nuovamente e questa assolo Gesink non riesce a replicare: a 4 km dal traguardo, Calmejane è colto da crampi, ma resiste e taglia il traguardo in solitaria. Gesink arriva a circa quaranta secondi, precedendo Guillaume Martin, Nicolas Roche, Roman Kreuziger e Fabio Aru.
Il gruppo dei migliori arriva compatto a 50", la classifica generale resta invariata.

### 9ª tappa
- 9 luglio: Nantua > Chambéry – 181,5 km

Risultati
| Pos. | Corridore      | Squadra    | Tempo    |
| ---- | -------------- | ---------- | -------- |
| 1    | Rigoberto Urán | Cannondale | 5h07'22" |
| 2    | Warren Barguil | Sunweb     | s.t.     |
| 3    | Chris Froome   | Sky        | s.t.     |

| Pos. | Corridore     | Squadra | Tempo     |
| ---- | ------------- | ------- | --------- |
| 1    | Chris Froome  | Sky     | 38h26'28" |
| 2    | Fabio Aru     | Astana  | a 18"     |
| 3    | Romain Bardet | AG2R    | a 51"     |

Descrizione e riassunto
La nona tappa si presenta come una delle più impegnative dell'intero Tour: sette gpm tra cui Biche, Grand Colombier e Mont du Chat classificati Hors Catégorie, 41 km di salite e 2.600 di dislivello.
Nella prima parte della frazione si fa notare Thibaut Pinot, inizialmente tra gli outsider della corsa e uscito quasi subito dalla classifica generale, arriva davanti a tutti sul primo e sul secondo gpm. Geraint Thomas cade anche al Tour ed è costretto al ritiro. Warren Barguil esce dal gruppo e s'invola verso la vittoria di tappa. In salita, Chris Froome ha un problema tecnico e chiede aiuto all'ammiraglia Sky, nello stesso istante, Fabio Aru lo vede e attacca, Nairo Quintana lo segue, quindi il gruppo dei migliori raggiunge lo scalatore italiano, che chiede collaborazione per staccare la maglia gialla, ma il gruppo decide di aspettare Froome e la Sky e di porre fine all'attacco.
Froome rientra in gruppo assieme ai suoi gregari (Michał Kwiatkowski, Sebastián Henao, Mikel Landa e Mikel Nieve, che lo scorteranno in pianura e in salita per tutto il Tour).
Sull'ultimo chilometro del Mont du Chat, Froome attacca e disgrega il gruppo: lo seguono Richie Porte, Daniel Martin, Rigoberto Urán, Romain Bardet, Nairo Quintana e Fabio Aru, raggiunti in salita dal vincitore del Delfinato Jakob Fuglsang, compagno di squadra di Aru. Alberto Contador non regge gli scatti di Froome e si stacca in salita assieme a Quintana, che aveva retto i primi scatti del britannico. Sulla discesa, presa precauzionalmente in testa da Froome, Porte sbaglia una traiettoria, finisce fuori dalla strada sullo sterrato, cade e finisce dall'altra parte della strada, trascinandosi dietro Daniel Martin. L'australiano è portato in ospedale con un'ambulanza, chiudendo la sua avventura al Tour de France, Martin riesce a proseguire. Uran, che occupa la penultima posizione nel sestetto comandato da Froome, si salva dall'incidente in discesa, ma chiude la corsa con il cambio rotto. In discesa cadono anche Thomas, Gesink e Manuele Mori, tutti costretti a ritirarsi.
Durante la lunga discesa dal Mont du Chat, Bardet tenta l'attacco e recupera il fuggitivo Barguil, che ha fatto tutta la discesa in solitaria, presto raggiunti anche dal gruppo Froome. Si ritrovano in sei a lottare per il successo di tappa: Bardet, Barguil, Froome, Uran, Aru e Fuglsang, con l'Astana che può sfruttare la superiorità numerica sui compagni di fuga. Tuttavia, negli ultimi 400 metri, Fuglsang decide di partire lungo per la volata, lanciando inconsapevolmente il colombiano Uran alla vittoria - arrivata al fotofinish su Barguil, che esulta all'arrivo - e togliendo ad Aru la possibilità di guadagnare nei confronti dei rivali diretti per la classifica generale.
Froome, terzo, guadagna secondi preziosi nei confronti di Bardet e di Aru, rispettivamente giunti quarto e quinto. Daniel Martin arriva a 1'15" dal vincitore assieme a Quintana, Simon Yates, Landa e George Bennett, che rientra nella top ten del Tour de France. Contador, arrivato al traguardo dopo 4'19" da Uran, si allontana definitivamente dalla lotta per la vittoria della corsa francese.
Froome consolida la propria leadership con 18" su Aru, 51" su Bardet e 55" su Uran. Quintana a 2'13", Contador a più di cinque minuti di distacco.
Si ritira Arnaud Démare in lotta per la maglia verde assieme a tre compagni di squadra, arrivati fuori tempo massimo.

### 10ª tappa
- 11 luglio: Périgueux > Bergerac – 178 km

Risultati
| Pos. | Corridore         | Squadra    | Tempo    |
| ---- | ----------------- | ---------- | -------- |
| 1    | Marcel Kittel     | Quick-Step | 4h01'00" |
| 2    | John Degenkolb    | Trek       | s.t.     |
| 3    | Dylan Groenewegen | Lotto NL   | s.t.     |

| Pos. | Corridore     | Squadra | Tempo     |
| ---- | ------------- | ------- | --------- |
| 1    | Chris Froome  | Sky     | 42h27'28" |
| 2    | Fabio Aru     | Astana  | a 18"     |
| 3    | Romain Bardet | AG2R    | a 51"     |

Descrizione e riassunto
Dopo il giorno di riposo, il Tour riparte dalla pianura. Recuperata la fuga, i velocisti devono tentare di battere il favorito numero uno di giornata: Marcel Kittel.
Il tedesco non delude le attese, inizia lo sprint a 200 metri dall'arrivo, mette tutti in fila ed esulta prima del traguardo, vincendo nettamente la sua quarta frazione al Tour. Dietro Degenkolb, Groenewegen e Selig. Con questo successo, il velocista tedesco della Quick-Step Floors aumenta notevolmente il divario tra sé e gli inseguitori nella classifica a punti del Tour, potendo vantare più di cento punti di divario dal secondo, Michael Matthews.
La generale resta invariata. Nella decima frazione si segnala il ritiro eccellente di Rafał Majka, per i postumi di una caduta della tappa precedente.

### 11ª tappa
- 12 luglio: Eymet > Pau – 203,5 km

Risultati
| Pos. | Corridore         | Squadra    | Tempo    |
| ---- | ----------------- | ---------- | -------- |
| 1    | Marcel Kittel     | Quick-Step | 4h34'27" |
| 2    | Dylan Groenewegen | Lotto NL   | s.t.     |
| 3    | E. Boasson Hagen  | Dimension  | s.t.     |

| Pos. | Corridore     | Squadra | Tempo     |
| ---- | ------------- | ------- | --------- |
| 1    | Chris Froome  | Sky     | 47h01'55" |
| 2    | Fabio Aru     | Astana  | a 18"     |
| 3    | Romain Bardet | AG2R    | a 51"     |

Descrizione e riassunto
L'undicesima frazione del Tour si conclude a Pau, che ha ospitato più volte arrivi e partenze di tappa. L'arrivo di questa frazione è adatto ai velocisti.
Durante il rifornimento, avviene una caduta in mezzo al gruppo che coinvolge, tra gli altri, anche il velocista Degenkolb e lo scalatore Dario Cataldo: l'italiano, gregario di Aru, è costretto al ritiro. Cade e si fa male anche Fuglsang, altro gregario di Aru, che però riesce a rientrare in gruppo. Durante la tappa, Kittel controlla le volate valide per i traguardi volanti senza sprintare e riuscendo ad accumulare altri punti.
A 28 km dall'arrivo, Maciej Bodnar, tra gli uomini in fuga, decide di attaccare e viene ripreso a poche centinaia di metri dal traguardo. Nell'inseguimento a Bodnar, cade in mezzo al gruppo Alberto Contador. Aiutato dai suoi gregari, il pistolero riesce a rientrare nel plotone. Ai 400 metri finali Fabio Sabatini, ultimo uomo di Kittel, lancia la volata: il tedesco della Quick-Step, pur partendo dalla decima posizione, negli ultimi 300 metri rimonta tutti e vince ancora nonostante il ritorno di Groenewegen negli ultimi metri. Ancora piazzato Boasson Hagen, oggi terzo davanti a Matthews, McLay e Davide Cimolai, leader della FDJ per le volate dopo il ritiro di Arnaud Démare.
La classifica generale resta invariata, Kittel è sempre più leader in quella a punti. Barguil conserva la maglia a pois conquistata nella nona frazione.

### 12ª tappa
- 13 luglio: Pau > Peyragudes – 214,5 km

Risultati
| Pos. | Corridore      | Squadra    | Tempo    |
| ---- | -------------- | ---------- | -------- |
| 1    | Romain Bardet  | AG2R       | 5h49'38" |
| 2    | Rigoberto Urán | Cannondale | a 2"     |
| 3    | Fabio Aru      | Astana     | s.t.     |

| Pos. | Corridore     | Squadra | Tempo     |
| ---- | ------------- | ------- | --------- |
| 1    | Fabio Aru     | Astana  | 52h51'49" |
| 2    | Chris Froome  | Sky     | a 6"      |
| 3    | Romain Bardet | AG2R    | a 25"     |

Descrizione e riassunto
La tappa numero dodici si conclude sui Pirenei. Thomas De Gendt va in fuga cercando di guadagnare più punti possibili per rientrare nella classifica scalatori, ma si trova davanti prima Michael Matthews, compagno di squadra di Barguil (leader tra gli scalatori) che gli toglie punti, poi Steve Cummings che tenta la fuga solitaria e va a sprintare sul secondo gpm di giornata.
Nell'inseguimento ai fuggitivi, Mikel Nieve gregario di Froome va dritto in una curva, lo seguono lo stesso Froome e Aru, che riescono a rientrare in gruppo. La Sky torna a guidare il gruppetto dei migliori, Quintana non regge il ritmo e perde contatto, quindi perde terreno anche Contador. Restano nel gruppo dei migliori Nieve, Landa, Froome, Yates, Martin, Aru, Louis Meintjes, Bardet, Uran e Bennett. Nell'ultimo chilometro Nieve si stacca, resta Landa a fare il ritmo prima che parta Bennett in solitaria a cinquecento metri dall'arrivo odierno: Landa recupera il neozelandese, ma per chiudere il buco con il leader della LottoNL-Jumbo ne crea un altro che Froome fatica a richiudere.
Nella rampa finale con punte del 20% di pendenza, Aru scatta in faccia ai suoi diretti avversari e inizialmente nessuno riesce a resistergli, prende diversi metri di vantaggio prima di essere raggiunto da Bardet e Uran, i due scavalcano Aru a trenta metri dalla fine e Bardet si aggiudica la frazione davanti a Uran e al corridore dell'Astana. Quarto Landa, poi Meintjes, Martin e Froome, che non riesce a replicare agli attacchi e perde 22" da Bardet, 20" da Aru, che è la nuova maglia gialla.
Aru è il nuovo leader della generale con sei secondi di vantaggio su Froome, 25" su Bardet, 35" su Uran, 1'41" su Martin che precede Yates, Landa, Quintana, Bennett e Meintjes.

### 13ª tappa
- 14 luglio: Saint-Girons > Foix – 101 km

Risultati
| Pos. | Corridore        | Squadra  | Tempo    |
| ---- | ---------------- | -------- | -------- |
| 1    | Warren Barguil   | Sunweb   | 2h36'29" |
| 2    | Nairo Quintana   | Movistar | s.t.     |
| 3    | Alberto Contador | Trek     | s.t.     |

| Pos. | Corridore     | Squadra | Tempo     |
| ---- | ------------- | ------- | --------- |
| 1    | Fabio Aru     | Astana  | 55h30'06" |
| 2    | Chris Froome  | Sky     | a 6"      |
| 3    | Romain Bardet | AG2R    | a 25"     |

Descrizione e riassunto
La tredicesima gara del Tour e la più breve dell'intera competizione, escludendo le prove a cronometro: prevede tre gpm con più di venti chilometri tra discesa e pianura prima del traguardo per un totale di soli 101 km.
Si avvantaggiano sul gruppo dei migliori Alberto Contador, Mikel Landa, Nairo Quintana e Warren Barguil, partito per chiudere il discorso della maglia a pois. Il quartetto riesce a ottenere un vantaggio massimo di circa tre minuti, prima che Froome attacchi in salita, seguito dalla maglia gialla Aru, Bardet, Martin, Yates, Uran, Meintjes e dal compagno di squadra Michał Kwiatkowski. Nonostante abbia il compagno di squadra in fuga e in grado di strappare la maglia gialla ad Aru, Froome continua a insistere nella propria azione offensiva anche in discesa, chiudendo a 1'48" dal vincitore di giornata.
Quintana, Contador, Barguil e Landa si giocano la vittoria di tappa, con il francese che sorprende i compagni di fuga e si aggiudica la sua prima vittoria a questo Tour dopo esser stato beffato al fotofinish della nona tappa da Uran. A 1'39" Yates e Martin che si erano avvantaggiati sul gruppetto della maglia gialla. Bennett arriva con quattro minuti di ritardo ed è scavalcato in classifica generale da Contador, che si ritrova decimo.
Aru mantiene la leadership della corsa, con Mikel Landa che recupera posizioni e raggiunge il quinto posto a 1'09" dalla maglia gialla. Guadagna anche Quintana, ottavo a tre secondi da Simon Yates, miglior giovane della Grande Boucle. Barguil accumula un consistente vantaggio sul secondo classificato per la maglia di miglior scalatore.

### 14ª tappa
- 15 luglio: Blagnac > Rodez – 181,5 km

Risultati
| Pos. | Corridore         | Squadra   | Tempo    |
| ---- | ----------------- | --------- | -------- |
| 1    | Michael Matthews  | Sunweb    | 4h21'56" |
| 2    | Greg Van Avermaet | BMC       | s.t.     |
| 3    | E. Boasson Hagen  | Dimension | a 1"     |

| Pos. | Corridore     | Squadra | Tempo     |
| ---- | ------------- | ------- | --------- |
| 1    | Chris Froome  | Sky     | 59h52'09" |
| 2    | Fabio Aru     | Astana  | a 18"     |
| 3    | Romain Bardet | AG2R    | a 23"     |

Descrizione e riassunto
Frazione numero quattordici adatta alle ruote veloci, ma con arrivo in salita: partono in cinque in fuga tra cui Thomas Voeckler e Thomas De Gendt, ripreso a 12 km dal traguardo. Maurits Lammertink tenta l'azione da finisseur, lo segue Pierre-Luc Périchon, ma Damiano Caruso (BMC) e Nikias Arndt (Sunweb) stoppano l'azione offensiva per i rispettivi capitani, Van Avermaet (BMC) e Matthews (Sunweb). Sulla discesa finale e sulla rampa conclusiva, il gruppo si allunga e i migliori nella generale tentano di restare davanti.
A 600 metri dal traguardo e ai piedi della rampa finale il campione belga in linea Oliver Naesen attacca il gruppo, Philippe Gilbert è sulla sua ruota e lo segue, Van Avermaet si accoda al connazionale, Matthews dietro. A 350 metri dalla fine si spegne l'azione di Naesen, Gilbert si ritrova in testa al gruppo con ancora molti metri da percorrere. Il belga insiste nell'azione, portandosi dietro Van Avermaet e Matthews che prendono qualche metro rispetto agli altri corridori. Van Avermaet salta Gilbert, ma negli ultimi cento metri Matthews supera entrambi e, forte del vantaggio acquisito, esulta a 30 metri dal traguardo davanti a un esausto Van Avermaet. Boasson Hagen rimonta nel finale e supera Gilbert quarto. Quinto Jay McCarthy che precede Sonny Colbrelli, nuovamente piazzato nella top ten, Froome, Martin e Uran. Bardet arriva a 5" da Matthews assieme a Yates, Quintana e Contador perdono 22", la maglia gialla Aru arriva con 25" di ritardo.
Aru cede la maglia gialla a Chris Froome che guida con 18" sull'italiano, secondo, 23" di vantaggio su Bardet e 29" su Uran.

### 15ª tappa
- 16 luglio: Laissac-Sévérac-l'Église > Le Puy-en-Velay – 189,5 km

Risultati
| Pos. | Corridore     | Squadra | Tempo    |
| ---- | ------------- | ------- | -------- |
| 1    | Bauke Mollema | Trek    | 4h41'47" |
| 2    | Diego Ulissi  | UAE     | a 19"    |
| 3    | Tony Gallopin | Lotto   | s.t.     |

| Pos. | Corridore     | Squadra | Tempo     |
| ---- | ------------- | ------- | --------- |
| 1    | Chris Froome  | Sky     | 64h40'21" |
| 2    | Fabio Aru     | Astana  | a 18"     |
| 3    | Romain Bardet | AG2R    | a 23"     |

Descrizione e riassunto
Barguil va in fuga anche nella quindicesima tappa per conquistare più punti possibili nella classifica scalatori. Tra i fuggitivi di giornata anche Damiano Caruso, Tony Gallopin, Bauke Mollema e Diego Ulissi. A 40 km dalla fine, Froome fora, perdendo 30" dal plotone e venendo aiutato a ripartire subito dal compagno di squadra Kwatkiowski che gli cede la ruota posteriore dalla propria bici per farlo proseguire. Froome, aiutato da Henao e Nieve, riesce a ricongiungersi con il gruppo dei migliori nella salita successiva, nonostante il forcing dell'AG2R di Bardet per tentare di non farlo rientrare. Contemporaneamente, si stacca dal gruppo AG2R Quintana.
Dopo l'ultimo gpm, conquistato nuovamente da Barguil, rimangono nel primo gruppo di fuggitivi, oltre allo stesso corridore della Sunweb, anche Mollema, Gallopin, Ulissi, Pinot, Serge Pauwels, Caruso e Primož Roglič.
A 28 km dal traguardo, Mollema rompe gli indugi e tenta il successo partendo da lontano e andando da solo al traguardo. Gli immediati inseguitori, Barguil, Gallopin, Roglič e Ulissi non trovano la collaborazione per andare a prendere l'olandese della Trek che vince in solitaria la quindicesima frazione. Partito al Tour come gregario di Contador dopo aver corso il Giro d'Italia, Mollema trova la prima vittoria al Tour in carriera. Dietro arrivano Ulissi, Gallopin, Roglič e Barguil. Caruso, partito in fuga e arrivato a un minuto di ritardo, si avvantaggia nella generale raggiungendo la top ten ai danni di Quintana e Bennett. Nel gruppetto dei migliori, Daniel Martin riesce ad attaccare guadagnando una dozzina di secondi dagli avversari.
Nelle prime posizioni, la generale resta immutata con Froome sempre al comando; Daniel Martin scavalca Landa ed è quinto a 1'12" da Froome. Contador sale al nono posto. Barguil mette una seria ipoteca alla classifica scalatori e si avvicina nella generale, dove risulta tredicesimo.

### 16ª tappa
- 18 luglio: Le Puy-en-Velay > Romans-sur-Isère – 165 km

Risultati
| Pos. | Corridore        | Squadra   | Tempo    |
| ---- | ---------------- | --------- | -------- |
| 1    | Michael Matthews | Sunweb    | 3h38'15" |
| 2    | E. Boasson Hagen | Dimension | s.t.     |
| 3    | John Degenkolb   | Trek      | s.t.     |

| Pos. | Corridore     | Squadra | Tempo     |
| ---- | ------------- | ------- | --------- |
| 1    | Chris Froome  | Sky     | 68h18'36" |
| 2    | Fabio Aru     | Astana  | a 18"     |
| 3    | Romain Bardet | AG2R    | a 23"     |

Descrizione e riassunto
Dopo il secondo e ultimo giorno di pausa, il gruppo affronta una tappa breve con arrivo adatto ai velocisti, nonostante i primi chilometri presentino ancora qualche strappo sui Pirenei da affrontare. Dopo una quarantina di chilometri dall'avvio, su una delle ultime salite, diversi velocisti si staccano dal gruppo. Quando Michael Matthews, leader della Sunweb per le volate, si accorge che il favorito di giornata Marcel Kittel ha perso contatto, mette davanti tutti i suoi uomini rimasti e li fa tirare per cercare di non far rientrare il gruppo di Kittel, comprendente anche Groenewegen, Selig e Nacer Bouhanni. Da un vantaggio di circa 20", la Sunweb riesce ad allungare a tre minuti da Kittel, non dando spazio a nessuna fuga. Matthews vince in sicurezza il primo sprint volante senza Kittel e recupera diversi punti dal tedesco pur rimanendo staccato ancora di circa 50 lunghezze nella classifica per la maglia verde. Quando il vantaggio della Sunweb su Kittel raggiunge i quattro minuti, Bouhanni decide di partire assieme a Nicolas Edet per affrontare da solo l'inseguimento al gruppo principale, guidato ancora dagli uomini Sunweb. Dopo diversi chilometri, in discesa Bouhanni riesce nell'impresa di ricongiungersi al plotone principale, soprattutto grazie al lavoro di Edet che tira instancabilmente da solo per molti chilometri.
La Sunweb continua a guadagnare minuti su Kittel. Si arriva ai -20 dall'arrivo posto a Romans-sur-Isère, con la Sky che prende in mano le redini della corsa e ai -15 inizia un attacco in mezzo al vento che taglia il gruppo. Aru riesce a rimanere nel gruppo Sky assieme a Quintana, Bardet, Yates, Uran, Barguil, Caruso e una dozzina di velocisti, mentre a pagare l'attacco degli uomini guidati da Froome sono Daniel Martin e Meintjes, che arrivano al traguardo perdendo 51" dai migliori.
A 1,5 km dal termine, Daniele Bennati, smarcato dal ruolo di gregario di Quintana, tenta l'azione da finisseur, ma è ripreso ai 600 dall'arrivo. Ai 300 metri, Greg Van Avermaet supera l'ultimo uomo di Matthews Nikias Arndt e lo stesso Matthews: il belga inizia subito lo sprint seguito a ruota da Matthews, Degenkolb e Christophe Laporte. Matthews e Degenkolb scavalcano nello stesso momento Van Avermaet partendo da sinistra verso destra, con Matthews che va quasi a schiacciare il velocista della Trek contro le transenne, mentre la forte rimonta di Boasson Hagen sfuma negli ultimi metri. Matthews vince lo sprint e conquista altri 30 punti ai danni di Kittel, avvicinandosi a 19 punti dalla maglia verde. Al terzo posto Degenkolb, che recrimina per la volata scorretta di Matthews, dietro a Boasson Hagen, ancora una volta battuto. Van Avermaet quarto, quindi Laporte e Jens Keukeleire, che non si era fatto notare nelle volate precedenti.
Contador arriva a 1'33", Kittel dopo più di sedici minuti. Si registrano i ritiri di Gilbert e di George Bennett, quest'ultimo leader della LottoNL-Jumbo e in corsa per la generale.
Froome mantiene la maglia gialla, davanti ad Aru, Bardet, Uran, Landa, che torna quinto e Yates, che scavalca per un solo secondo Daniel Martin, settimo. Poi Meintjes, Caruso, Quintana e Contador, undicesimo.

### 17ª tappa
- 19 luglio: La Mure > Serre Chevalier – 183 km

Risultati
| Pos. | Corridore      | Squadra    | Tempo    |
| ---- | -------------- | ---------- | -------- |
| 1    | Primož Roglič  | Lotto NL   | 5h07'41" |
| 2    | Rigoberto Urán | Cannondale | a 1'13"  |
| 3    | Chris Froome   | Sky        | s.t.     |

| Pos. | Corridore      | Squadra    | Tempo     |
| ---- | -------------- | ---------- | --------- |
| 1    | Chris Froome   | Sky        | 73h27'26" |
| 2    | Rigoberto Urán | Cannondale | a 27"     |
| 3    | Romain Bardet  | AG2R       | s.t.      |

Descrizione e riassunto
Diciassettesima frazione all'insegna delle ascese con Col d'Omon, Col de la Croix de Fer, Col du Télégraphe e Col du Galibier da scalare.
Dopo 20 km, cade Kittel e, pur rialzatosi, deve abbandonare la Grande Boucle. In fuga, il rivale diretto per la maglia verde Matthews vince sia il traguardo volante sia il gpm, per difendere i punti del compagno di squadra Barguil dall'assalto di Thomas De Gendt, oggi nuovamente in fuga. Sul Col de la Croix de Fer, Contador attacca e Quintana lo segue. Nel corso dell'inseguimento ai fuggitivi, Contador incontra il compagno di squadra Mollema che lo aiuta in salita. Sul Télégraphe, Contador ha un problema con il cambio ed è costretto a fermarsi per il cambio bici, riuscendo a riportarsi nel gruppetto dei migliori, comprendente anche Mollema, Pauwels, Roglič, Mathias Frank, Darwin Atapuma, Gallopin, Tiesj Benoot, Daniel Navarro e Ondřej Cink. Contador, Roglič e Pauwels si avvantaggiano sugli altri fuggitivi con Roglič che parte sul Galibier in solitaria staccando i compagni di fuga, mentre nel gruppo maglia gialla prima Bardet poi Daniel Martin attaccano Froome: a farne le spese è Fabio Aru, che perde più volte contatto dai migliori, riuscendo a rientrare più volte sul gruppetto di Froome assieme a Meintjes. L'"elastico" di Aru s'interrompe al quinto scatto dei migliori, che lo staccano nella parte finale del Galibier, riprendendo e superando anche Contador e Pauwels nella discesa successiva.
Dopo 26 km di discesa, Roglič vince la frazione del Galibier, a 1'13" Uran precede Froome, Bardet, Barguil e Landa, la cui azione in salita aveva contribuito a far perdere contatto ai rivali diretti della maglia gialla. A 1'43" Daniel Martin, a 1'44" arrivano Contador, Aru, Meintjes e Frank. Simon Yates arriva a 3'14", Caruso a 5'07", Quintana a 7'47". Si ritirano, oltre a Kittel, anche Pinot e McLay.
Froome resta al primo posto della classifica generale, davanti a Uran e Bardet, entrambi con 27" di ritardo. Dopo esser stato sul podio per diverse giornate, Aru scende al quarto posto con 53" di ritardo. Landa quinto (a 1'24") stacca Daniel Martin (a 2'37"). Più indietro Yates, Meintjes, Contador e Barguil, che raggiunge la top ten della generale. Nella classifica a punti Matthews sempre più irraggiungibile davanti a Greipel, Kristoff, Colbrelli e Boasson Hagen.

### 18ª tappa
- 20 luglio: Briançon > Izoard – 179,5 km

Risultati
| Pos. | Corridore      | Squadra | Tempo    |
| ---- | -------------- | ------- | -------- |
| 1    | Warren Barguil | Sunweb  | 4h40'33" |
| 2    | Darwin Atapuma | UAE     | a 20"    |
| 3    | Romain Bardet  | AG2R    | s.t.     |

| Pos. | Corridore      | Squadra    | Tempo     |
| ---- | -------------- | ---------- | --------- |
| 1    | Chris Froome   | Sky        | 78h08'19" |
| 2    | Romain Bardet  | AG2R       | a 23"     |
| 3    | Rigoberto Urán | Cannondale | a 29"     |

Descrizione e riassunto
La diciottesima tappa si presenta come l'ultima di alta montagna, con la salita di prima categoria Col de Vars e l'arrivo posto sull'Izoard a quota 2.360 metri.
Si avvantaggiano in 54 per la fuga odierna. Da questo gruppo escono Aleksej Lucenko, Romain Sicard, Gallopin e Atapuma con il kazako a vincere il secondo gpm di giornata (il primo va a De Gendt). Nel cammino verso l'Izoard, Lucenko si avvantaggia sui suoi diretti inseguitori, Gallopin, Dani Navarro e Atapuma tra gli altri. Il gruppo maglia gialla, condotto per buona parte della tappa dagli uomini AG2R di Bardet, è preso in testa dagli uomini della Sky che cambiano il ritmo del gruppo e iniziano a staccare i diretti rivali, primi tra tutti Quintana e Aru. Tra gli inseguitori di Lucenko, Atapuma decide di andare a riprendere il kazako.
Dal gruppo maglia gialla invece attacca Warren Barguil determinato ad andare a prendere la tappa dopo aver vinto aritmeticamente la maglia a pois di miglior scalatore. Anche Contador esce dal gruppo dei migliori, successivamente Chris Froome, dopo aver fatto scremare il gruppetto dei migliori dai suoi uomini, lascia andare Landa in solitaria sull'Izoard mentre Froome resta a controllare la situazione, essendo rimasti i soli Martin, Uran, Bardet, Meintjes e Yates con il leader della corsa.
Atapuma riprende Lucenko sull'Izoard, ma dietro arriva molto velocemente Barguil. Il francese si lascia alle spalle Lucenko e raggiunge Atapuma negli ultimi chilometri: il colombiano resiste al francese fino all'ultimo strappo, quando Barguil insiste nell'azione e vince in solitaria anche sull'Izoard. Per lui è il secondo successo in questa edizione dopo la tappa sui Pirenei a Foix.
Dietro, Froome attacca e si porta via Uran e Bardet andando a raggiungere Landa in un'azione ben studiata dalla Sky che guadagna ulteriori secondi sui rivali in classifica generale. Nel finale, Atapuma resiste al ritorno prepotente di Bardet che guadagna gli abbuoni nei confronti di Froome e di Uran. A 32" da Barguil arriva Landa, poi raggiungono il traguardo Meintjes, Daniel Martin e Yates. A 1'09" Contador, a 1'18" Quintana, a 1'22" Aru. Uno dei protagonisti di giornata, il kazako Lucenko, raggiunge il traguardo a 2'54".
In classifica generale Froome mantiene la maglia di leader davanti a Bardet (23") e Uran (29"). Quarto Mikel Landa a 1'36", che supera anche Fabio Aru a 1'55". Dietro all'italiano Daniel Martin, Yates, Meintjes, Barguil, Contador, Caruso, Quintana e Nieve tredicesimo.

### 19ª tappa
- 21 luglio: Embrun > Salon-de-Provence – 222,5 km

Risultati
| Pos. | Corridore        | Squadra   | Tempo    |
| ---- | ---------------- | --------- | -------- |
| 1    | E. Boasson Hagen | Dimension | 5h06'09" |
| 2    | Nikias Arndt     | Sunweb    | a 5"     |
| 3    | Jens Keukeleire  | Orica     | a 17"    |

| Pos. | Corridore      | Squadra    | Tempo     |
| ---- | -------------- | ---------- | --------- |
| 1    | Chris Froome   | Sky        | 83h26'55" |
| 2    | Romain Bardet  | AG2R       | a 23"     |
| 3    | Rigoberto Urán | Cannondale | a 29"     |

Descrizione e riassunto
Diciannovesima frazione di riposo per i leader della generale. Tappa vallonata favorevole all'arrivo dei fuggitivi. Partono in venti, tra cui Mollema, Gallopin, Sicard, Boasson Hagen, Bennati, Keukeleire, Sylvain Chavanel, De Gendt, Gianluca Brambilla, Swift, Michael Albasini, Calmejane, Perichon e Arndt.
I venti corridori in testa alla corsa devono ancora passare l'ultimo gpm (terza categoria), prima di affrontare il tratto più semplice della gara con gli ultimi chilometri di discesa. Dopo il gpm si ritrovano in nove davanti: Albasini, Arndt, Bakelandts, Bennati, Boasson Hagen, Chavanel, De Gendt ed Elle Gesbert si giocano la vittoria della tappa numero 19 del Tour de France. Negli ultimi chilometri Arndt e Boasson Hagen riescono a staccare i compagni di fuga e si avviano al successo di tappa con il norvegese che accelera a -2,5 km dal traguardo e vince in solitaria davanti ad Arndt. Keukeleire vince la volata dei battuti davanti a Bennati e De Gendt.
Boasson Hagen ritrova il successo al Tour dopo quattro podi e si avvicina a Greipel secondo nella classifica a punti. La generale resta invariata.

### 20ª tappa
- 22 luglio: Marsiglia > Marsiglia – Cronometro individuale – 22,5 km

Risultati
| Pos. | Corridore          | Squadra | Tempo  |
| ---- | ------------------ | ------- | ------ |
| 1    | Maciej Bodnar      | Bora    | 28'15" |
| 2    | Michał Kwiatkowski | Sky     | a 1"   |
| 3    | Chris Froome       | Sky     | a 6"   |

| Pos. | Corridore      | Squadra    | Tempo     |
| ---- | -------------- | ---------- | --------- |
| 1    | Chris Froome   | Sky        | 83h55'16" |
| 2    | Rigoberto Urán | Cannondale | a 54"     |
| 3    | Romain Bardet  | AG2R       | a 2'20"   |

Descrizione e riassunto
Cronometro di 22,5 km che inizia e si conclude nel velodromo di Marsiglia: la prova presenta una breve rampa in salita di circa un km che inizia dopo 14,4 chilometri. Maciej Bodnar si aggiudica il successo di tappa fermando il cronometro a 28 primi e 15 secondi. Secondo Kwiatkowski, autore di un grande Tour, terzo Chris Froome, che si assicura la vittoria del suo quarto Tour de France. Buone le prove di Contador, sesto, Uran, ottavo, e Mikel Landa, quindicesimo. Aru perde 1'16" dal vincitore, mentre Bardet chiude a 2'03", venendo quasi ripreso da Froome nel corso della gara.
La generale muta nuovamente: Froome, che si conferma al primo posto, stacca Uran di 54", mentre il colombiano a sua volta scavalca Bardet, distante 2'20" dalla maglia gialla. Landa è quarto con un solo secondo di ritardo nei confronti del corridore francese, Aru è quinto davanti a Daniel Martin, Yates - miglior giovane -, Meintjes, Contador e Barguil, vincitore della maglia di miglior scalatore. Al contempo Michael Matthews si assicura la maglia verde a Parigi.

### 21ª tappa
- 23 luglio: Montgeron > Parigi (Champs Élysées) – 103 km

Risultati
| Pos. | Corridore         | Squadra   | Tempo    |
| ---- | ----------------- | --------- | -------- |
| 1    | Dylan Groenewegen | Lotto NL  | 2h25'39" |
| 2    | André Greipel     | Lotto     | s.t.     |
| 3    | E. Boasson Hagen  | Dimension | s.t.     |

| Pos. | Corridore      | Squadra    | Tempo     |
| ---- | -------------- | ---------- | --------- |
| 1    | Chris Froome   | Sky        | 86h20'55" |
| 2    | Rigoberto Urán | Cannondale | a 54"     |
| 3    | Romain Bardet  | AG2R       | a 2'20"   |

Descrizione e riassunto
Come da tradizione i primi chilometri dell'ultima tappa verso Parigi fanno da passerella per i corridori. La corsa "vera" prende il via quando il gruppo entra ai Campi Elisi. Diversi corridori tentano l'attacco e le squadre dei velocisti controllano e riassorbono tutti. L'ultimo ad arrendersi è Zdeněk Štybar della Quick Step, che attacca negli ultimi cinque chilometri ed è ripreso ai -2,7 km.
In volata, Groenewegen si ritrova primo all'ultima curva e lancia la volata, nessuno riesce a rimontarlo e l'olandese vince la sua prima frazione in un grande giro, conquistando la prestigiosa ultima tappa della Grande Boucle. Alle sue spalle Greipel, vincitore a Parigi l'anno scorso e Boasson Hagen, ancora una volta sul podio. Dietro di loro Nacer Bouhanni e Alexander Kristoff, poi Borut Božič e Davide Cimolai. Daniele Bennati decimo precede Michael Matthews e Sonny Colbrelli.

## Evoluzione delle classifiche
| Tappa              | Vincitore            | Classifica generale Maglia gialla | Classifica a punti Maglia verde | Classifica scalatori Maglia a pois | Classifica giovani Maglia bianca | Classifica a squadre Numero giallo | Premio combattività Numero rosso |
| ------------------ | -------------------- | --------------------------------- | ------------------------------- | ---------------------------------- | -------------------------------- | ---------------------------------- | -------------------------------- |
| 1ª                 | Geraint Thomas       | Geraint Thomas                    | Geraint Thomas                  | non assegnata                      | Stefan Küng                      | Team Sky                           | non assegnato                    |
| 2ª                 | Marcel Kittel        | Geraint Thomas                    | Marcel Kittel                   | Taylor Phinney                     | Stefan Küng                      | Team Sky                           | Yoann Offredo                    |
| 3ª                 | Peter Sagan          | Geraint Thomas                    | Marcel Kittel                   | Nathan Brown                       | Pierre Latour                    | Team Sky                           | Lilian Calmejane                 |
| 4ª                 | Arnaud Démare        | Geraint Thomas                    | Arnaud Démare                   | Nathan Brown                       | Pierre Latour                    | Team Sky                           | Guillaume Van Keirsbulck         |
| 5ª                 | Fabio Aru            | Chris Froome                      | Arnaud Démare                   | Fabio Aru                          | Simon Yates                      | Team Sky                           | Philippe Gilbert                 |
| 6ª                 | Marcel Kittel        | Chris Froome                      | Arnaud Démare                   | Fabio Aru                          | Simon Yates                      | Team Sky                           | Vegard Stake Laengen             |
| 7ª                 | Marcel Kittel        | Chris Froome                      | Marcel Kittel                   | Fabio Aru                          | Simon Yates                      | Team Sky                           | Dylan van Baarle                 |
| 8ª                 | Lilian Calmejane     | Chris Froome                      | Marcel Kittel                   | Lilian Calmejane                   | Simon Yates                      | Team Sky                           | Lilian Calmejane                 |
| 9ª                 | Rigoberto Urán       | Chris Froome                      | Marcel Kittel                   | Warren Barguil                     | Simon Yates                      | Team Sky                           | Warren Barguil                   |
| 10ª                | Marcel Kittel        | Chris Froome                      | Marcel Kittel                   | Warren Barguil                     | Simon Yates                      | Team Sky                           | Élie Gesbert                     |
| 11ª                | Marcel Kittel        | Chris Froome                      | Marcel Kittel                   | Warren Barguil                     | Simon Yates                      | Team Sky                           | Maciej Bodnar                    |
| 12ª                | Romain Bardet        | Fabio Aru                         | Marcel Kittel                   | Warren Barguil                     | Simon Yates                      | Team Sky                           | Steve Cummings                   |
| 13ª                | Warren Barguil       | Fabio Aru                         | Marcel Kittel                   | Warren Barguil                     | Simon Yates                      | Team Sky                           | Alberto Contador                 |
| 14ª                | Michael Matthews     | Chris Froome                      | Marcel Kittel                   | Warren Barguil                     | Simon Yates                      | Team Sky                           | Thomas De Gendt                  |
| 15ª                | Bauke Mollema        | Chris Froome                      | Marcel Kittel                   | Warren Barguil                     | Simon Yates                      | Team Sky                           | Bauke Mollema                    |
| 16ª                | Michael Matthews     | Chris Froome                      | Marcel Kittel                   | Warren Barguil                     | Simon Yates                      | Team Sky                           | Sylvain Chavanel                 |
| 17ª                | Primož Roglič        | Chris Froome                      | Michael Matthews                | Warren Barguil                     | Simon Yates                      | Team Sky                           | Alberto Contador                 |
| 18ª                | Warren Barguil       | Chris Froome                      | Michael Matthews                | Warren Barguil                     | Simon Yates                      | Team Sky                           | Darwin Atapuma                   |
| 19ª                | Edvald Boasson Hagen | Chris Froome                      | Michael Matthews                | Warren Barguil                     | Simon Yates                      | Team Sky                           | Jens Keukeleire                  |
| 20ª                | Maciej Bodnar        | Chris Froome                      | Michael Matthews                | Warren Barguil                     | Simon Yates                      | Team Sky                           | non assegnato                    |
| 21ª                | Dylan Groenewegen    | Chris Froome                      | Michael Matthews                | Warren Barguil                     | Simon Yates                      | Team Sky                           | non assegnato                    |
| Classifiche finali | Classifiche finali   | Chris Froome                      | Michael Matthews                | Warren Barguil                     | Simon Yates                      | Team Sky                           | Warren Barguil                   |

Maglie indossate da altri ciclisti in caso di due o più maglie vinte
- Nella 2ª tappa Vasil' Kiryenka ha indossato la maglia verde al posto di Geraint Thomas.

## Classifiche finali

### Classifica generale - Maglia gialla
| Pos. | Corridore        | Squadra    | Tempo     |
| ---- | ---------------- | ---------- | --------- |
| 1    | Chris Froome     | Sky        | 86h20'55" |
| 2    | Rigoberto Urán   | Cannondale | a 54"     |
| 3    | Romain Bardet    | AG2R       | a 2'20"   |
| 4    | Mikel Landa      | Sky        | a 2'21"   |
| 5    | Fabio Aru        | Astana     | a 3'05"   |
| 6    | Daniel Martin    | Quick-Step | a 4'42"   |
| 7    | Simon Yates      | Orica      | a 6'14"   |
| 8    | Louis Meintjes   | UAE        | a 8'20"   |
| 9    | Alberto Contador | Trek       | a 8'49"   |
| 10   | Warren Barguil   | Sunweb     | a 9'25"   |

### Classifica a punti - Maglia verde
| Pos. | Corridore          | Squadra      | Punti |
| ---- | ------------------ | ------------ | ----- |
| 1    | Michael Matthews   | Sunweb       | 370   |
| 2    | André Greipel      | Lotto        | 234   |
| 3    | E. Boasson Hagen   | Dimension    | 220   |
| 4    | Alexander Kristoff | Katusha      | 174   |
| 5    | Sonny Colbrelli    | Bahrain-Mer. | 168   |

### Classifica scalatori - Maglia a pois
| Pos. | Corridore       | Squadra  | Punti |
| ---- | --------------- | -------- | ----- |
| 1    | Warren Barguil  | Sunweb   | 169   |
| 2    | Primož Roglič   | Lotto NL | 80    |
| 3    | Thomas De Gendt | Lotto    | 64    |
| 4    | Darwin Atapuma  | UAE      | 55    |
| 5    | Chris Froome    | Sky      | 51    |

### Classifica giovani - Maglia bianca
| Pos. | Corridore        | Squadra | Tempo     |
| ---- | ---------------- | ------- | --------- |
| 1    | Simon Yates      | Orica   | 86h27'09" |
| 2    | Louis Meintjes   | UAE     | a 2'06"   |
| 3    | Emanuel Buchmann | Bora    | a 27'07"  |
| 4    | Tiesj Benoot     | Lotto   | a 35'50"  |
| 5    | Guillaume Martin | Wanty   | a 47'38"  |

### Classifica a squadre
| Pos. | Squadra          | Tempo      |
| ---- | ---------------- | ---------- |
| 1    | Team Sky         | 259h21'06" |
| 2    | AG2R La Mondiale | a 7'14"    |
| 3    | Trek-Segafredo   | a 1h44'46" |
| 4    | BMC Racing Team  | a 1h49'49" |
| 5    | Orica-Scott      | a 1h52'21" |